# Махмудова, Робахон Анваровна
Робахон Анваровна Махмудова (узб. Maxmudova Robaxon Anvarovna; род. 1958, Ферганская область, УзССР) — узбекский юрист, судья и сенатор. В 2020 году избрана членом Сената Олий Мажлиса Узбекистана. В 2020—2024 годах занимала пост первого заместителя председателя Верховного суда Узбекистана — председателя судебной коллегии по административным делам.

## Биография
Трудовую деятельность начала в 1976 году секретарём в Ферганском областном суде. В 1979—1983 годах работала нотариусом государственной нотариальной конторы № 1 в Фергане, в 1983—1987 годах — заместителем начальника управления юстиции Ферганской области, в 1987—1990 годах — инструктором партийного комитета Ферганской области, в 1990—1999 годах — первым заместителем начальника управления юстиции Ферганской области, в 1999—2001 годах — судьёй Ферганского областного суда, в 2001—2004 годах — председателем суда Ферганы, в 2004—2008 годах — судьёй Верховного суда Республики Узбекистан, в 2008—2013 годах — председателем суда Ферганской области, в 2013—2017 годах — преподавателем Ферганского юридического колледжа, в 2017—2020 годах — заведующей Народной приемной Ферганской области.
Занимала пост председателя суда по уголовным делам Ферганской области. До 29 августа 2008 года занимала должность судьи Верховного суда Республики Узбекистан. С 2017 по 2020 год работала руководителем Народных приемных президента Узбекистана по Ферганской области.
В январе 2020 года избрана сенатором Олий Мажлиса Республики Узбекистан IV созыва и председателем Комитета по вопросам науки, образования и здравоохранения. 13 июля 2020 года Сенат Олий Мажлиса Узбекистана избрал Робахон Махмудову первым заместителем председателя Верховного суда Республики Узбекистан — председателем судебной коллегии по административным делам на 10-летний срок, а также освободил её от должности председателя Комитета по вопросам науки, образования и здравоохранения.
12 мая 2023 года социал-демократическая партия Узбекистана «Адолат» выдвинула в кандидаты на пост президента Узбекистана Махмудову. В связи с этим, Высшая квалификационная коллегия судей Узбекистана временно приостановила судейские полномочия Махмудовой.
На президентских выборах 9 июля 2023 года заняла второе место, набрав 4,43 % голосов. После выборов её судейские полномочия были восстановлены. С 19 января 2024 года освобождена от должности первого заместителя председателя Верховного суда Узбекистана, в тот же день на внеочередном пленуме партии «Адолат» избрана председателем политического совета Социал-демократической партии Узбекистана «Адолат».
Махмудова — инициатор и исполнитель в стране реформирования судебной системы, обеспечения независимости судов. Также является автором ряда постановлений пленума верховного суда по облегчению уголовных наказаний и обеспечения справедливости при назначении наказаний. Осуществила большую работу по защите прав женщин и совершенствованию законодательства в этом направлении, развитию административных судов и пополнению судебного корпуса квалифицированными специалистами.
Изданы более 140 научных и популярных статей Махмудовой. Она является автором 10 методических пособий для судей.

## Личная жизнь
Махмудова замужем, имеет двоих детей и 5 внуков.

## Награды
6 марта 2020 года указом президента Узбекистана Шавката Мирзиеёва награждена орденом «Фидокорона хизматлари учун».